# Paradoks nepričakovanega obešanja
Paradoks nepričakovanega obešanja se glasi takole:
Sodnik pove na smrt obsojenemu ujetniku, da bo obešen opoldne nek dan v prihodnjem tednu in da bo presenečen. Če ujetnik ne bo presenečen, ga ne bo obesil. Ujetnik sklepa takole: "V petek ne bom presenečen, torej me v petek ne more obesiti. V četrtek vem, da me v petek ne more obesiti, zato mu ostane edino četrtek, torej ni presenečenje." Podobno sklepa do konca tedna in je prepričan, da ga sodnik sploh ne more obesiti. Ko pa sodnik pride nek dan, recimo v torek, je ujetnik presenečen.
Očitno se ujetnik moti, ampak kje? Za razliko od paradoksa o lažnivcu ni splošno sprejete rešitve. Prispevek  trdi, da je s pomočjo metod umetne inteligence možno najti napako v ujetnikovem razmišljanju. Trditev ujetnika
"V petek presenečenje ni možno."
je potrebno dopolniti v pravilno izjavo: 
"V petek presenečenje ni možno, če sem v petek še živ in še nisem narobe napovedal dneva obešanja."
V primeru pravilne izjave se izkaže, da se ujetnik lahko reši le v primeru, ko napove obešanje v petek in sodnik pride v petek. Če ujetnik napove katerikoli drug dan razen petka, je svojo edino dovoljeno napoved potrošil in zato ga lahko sodnik obesi katerikoli dan, celo na napovedani dan. Zakaj? Ker lahko ne-presenečenje definiramo kot napoved na določeni dan z razlago, ki jo bo sodnik sprejel. 